# Georgette
Il georgette è un tessuto molto fine e leggero, ad armatura tela, di mano leggermente ruvida al tatto. Deriva il suo nome della sarta francese Georgette de la Plante che lo ha creato. Il materiale solitamente utilizzato per il georgette è la seta, ma è disponibile anche in lana o fibre sintetiche.
Adatta ad abbigliamento femminile: abiti, camicette e abiti da sposa.